# Marina 101
Le Marina 101 est un gratte-ciel situé à Dubaï. L'immeuble a atteint sa hauteur définitive de 426,5 m fin avril 2015 et a été achevé en 2017. 
Ce bâtiment est développé par Sheffield Real Estate. Son coût est estimé à 307 M€.
Situation en 2021
La tour de 101 étage est actuellement abandonnée.
Le promoteur immobilier (un consortium indien) a fait faillite et la tour n'a pas été entièrement terminée au niveau de l’aménagement des appartements des derniers étages.
La vidéo des créateurs de contenus "Hit the road" montre bien l'état quasi terminé de ces derniers appartements : https://www.youtube.com/watch?v=OgEYidr37ao&t=243s